# Quinte-Curce
Quinte-Curce (en latin Quintus Curtius Rufus) est un historien romain qui a vécu probablement au Ier siècle après Jésus-Christ. Il a écrit une Histoire d'Alexandre le Grand, issue en grande partie de l’œuvre de Clitarque d'Alexandrie et de Callisthène, ce qui fait de lui l'un des auteurs de la Vulgate d'Alexandre avec Diodore de Sicile et Justin.
On en sait peu sur lui. Seule une allusion de son texte (X, IX, 1-6), qui évoque un empereur romain épargnant des cités au moment des guerres civiles du 24 au 25 janvier 41, nous permet de penser qu'il a vécu sous le règne de l'empereur Claude. Deux Quintus Curtius Rufus sont connus dans les textes de cette période, l'un étant un consul de la seconde moitié du Ier siècle mentionné par Tacite dans les Annales et par Pline le Jeune dans les Lettres tandis que l'autre est un rhéteur évoqué par Suétone dans De grammaticis et rhetoribus.

## Œuvre

### Contenu historique
Une seule œuvre nous est parvenue, à travers 123 manuscrits, comme étant celle de Quinte-Curce : Historiarum Alexandri Magni Libri, qu'on traduit généralement par L'Histoire d'Alexandre le Grand. Il s'agit, en effet, de la première œuvre littéraire et biographie sur Alexandre le Grand en latin. L'œuvre est en grande partie puisée dans L'Histoire d'Alexandre de Clitarque et dans le récit de Callisthène, le biographe officiel du souverain macédonien. Il s'inspire également des mémoires de Ptolémée et d'Aristobule, contemporains des conquêtes d'Alexandre, ce qui explique les quelques concordances avec l’Anabase d'Arrien mais également de l'Alexandropédie de Onésicrite. Elle comptait 10 livres, dont la préface et les deux premiers sont perdus : ils devaient raconter la vie d'Alexandre de l'été 336 av. J.-C., lorsqu'il accède au trône de Macédoine, à l'hiver 334, date à laquelle s'ouvre le livre III. Les huit livres restants sont incomplets. Le nombre de manuscrits conservés est considérable pour ce genre d'ouvrage, plus d'une centaine de copies subsistent encore aujourd'hui malgré l'absence de citations de l’œuvre dans les ouvrages antiques postérieurs, ce qui tendrait à montrer que le livre est tombé dans l'oubli assez rapidement avant sa redécouverte au Moyen Âge.

### Langue et style
L'œuvre de Quinte-Curce ressemble plus à une vie romancée qu'à une biographie parfaitement objective. L'auteur, d'ailleurs, dit bien qu'il écrit plus de choses qu'il n'en croit vraiment. Son récit est souvent gâté par les fables de ses prédécesseurs, qui étaient guidés par l'admiration ou l'exécration pour le roi de Macédoine. Il met l'accent sur les aléas de la Fortune et sur l'hubris d'Alexandre quand il étend son empire au-delà du pourtour méditerranéen. Aussi le récit de Quinte-Curce pèche-t-il par plusieurs défauts, mais qui sont souvent partagés par d'autres auteurs antiques qui ont écrit sur Alexandre :
- des lacunes ;
- des erreurs matérielles ;
- une ignorance de la tactique militaire, de la géographie et de la chronologie. On assiste néanmoins à une réhabilitation de la géographie de Quinte-Curce qui s'avère plus cohérente qu'on ne l'a supposée[4] ;
- un goût certain pour ce qui est invraisemblable et merveilleux, comme la rencontre entre Alexandre et la reine des Amazones ;
- un intérêt tout particulier pour la forme, qu'il préfère à la véracité des faits.

Il adopte, à cet égard, un point de vue moralisant : il montre Alexandre corrompu par l'Orient, blâmant alors la cruauté du roi et sa volonté de se hisser au rang des dieux. Au début du livre III, Alexandre fait preuve d'héroïsme, plein d'un goût juvénile pour la gloire. Dans le livre VIII, le roi de Macédoine ne résiste pas à l'enivrement de cette gloire en tuant, par exemple, son plus fidèle lieutenant, Cleitos, après un banquet un peu trop arrosé.
Cette vie romancée est une succession d'épisodes et de tableaux héroïques. L'auteur a réussi comme homme de lettres plus que comme historien. Et s'il a fait preuve d'esprit critique, il a surtout gardé le sens du pittoresque et de l'exotisme en introduisant des descriptions vivantes et colorées qui pèchent par absence de précisions.

### Éditions
- Quinte Curce, Histoires, 2 vol. éd. et trad. H. Bardon. Paris : Les Belles Lettres, 1948-1961 ; 2003-2008. (Collection des universités de France).  (ISBN 978-2-251-01199-8) (vol. 1).  (ISBN 978-2-251-01200-1) (vol. 2).
- Q. Curti Rufi Historiarum Alexandri Magni Macedonis libri qui supersunt für den Schulgebrauch erklärt von Theodor Vogel, Leipzig, Teubner, 4e éd., 1903, 2 t.
- Q. Curti Rufi Historiarum Alexandri Magni Macedonis libri qui supersunt iterum recensuit Edmundus Hedicke, Leipzig, Teubner, 1912.
- Quinte-Curce et Konrad Müller (éditeur) (trad. Herbert Schönfeld), Geschichte Alexanders des Grossen, Munich, Heimeran, 1954.
- Quinte-Curce, Histoire d'Alexandre, préface Claude Mossé, trad. Annette Flobert, Gallimard, « Folio classique », 2007.